# Игор Смолников
Игор Смолников е руски футболист, защитник на Зенит Санкт Петербург и руския национален отбор.

## Клубна кариера
Юноша е на Локомотив (Москва). През 2006 г. дебютира в мъжкия футбол за градския съперник Торпедо, където играе два сезона. През 2008 г. се завръща в Локомотив, но не успява да се наложи в тима на „железничарите“. На няколко пъти е даван под наем да се обиграва, като защитава екипите на ФК Урал, ФК Чита и Жемчужина (Сочи). През сезон 2010 е отново част от Локомотив, като изиграва 12 мача през сезона. Въпреки това, през 2011 г. е даден под наем във ФК Ростов, където се утвърждава като титуляр на десния фланг на отбраната.
През юни 2012 г. става част от ФК Краснодар. От 2013 г. е играч на Зенит, където измества Александър Анюков от титулярното място и се утвърждава като един от най-стабилните защитници в шампионата на Русия. През сезон 2014/15 става шампион на страната, а през 2015/16 печели и националната купа. В състава на Зенит Смолников е двукратен носител на Суперкупата на Русия (2015, 2016).

## Национален отбор
Дебютира за националния отбор на Русия на 19 ноември 2013 в приятелски мач с Южна Корея. Участва на Евро 2016 и на Купата на конфедерациите 2017. При Станислав Черчесов става един от основните футболисти на „Сборная“ и попада в състава за Мондиал 2018.

## Успехи
- Шампион на Русия – 2014/15
- Купа на Русия – 2015/16
- Суперкупа на Русия – 2015, 2016